# Иван Божовић
Иван Божовић (Београд, 18. мај 1947) српски је физичар и академик, инострани члан састава Српске академије науке и уметности од 5. новембра 2009.

## Биографија
Родитељи су му познати лекари академик Борислав Божовић и Саша Божовић. Завршио је основне студије на Природно-математичком факултету Универзитета у Београду 1970, магистратуру 1972. и докторат 1975. Радио је као асистент на Одсеку за физику на Природно-математичком факултету и као доцент 1973—1984, као виши научни сарадник на Институту за физику 1984—1986, као виши научни сарадник на Универзитету Стенфорд и као гостујући професор 1986—1988, као виши научни сарадник у Пало Алту 1989—1998, као главни научник Аxxel GmbH 1998—2002. и као виши научник на Националној лабораторији Брукхејвен од 2003. године. Добитник је награде Института за физику 1985, Полароидове међународне награде за микрофотографију 1989, почасни члан Интернационалног удружења за оптику 1997, почасни члан Америчког физичког друштва 1998, награде „Марко Јарић” 1999, SPIE за највећа достигнућа у технологији 2004. и БНЛ за науку и технологију 2008.